# Гофельд
Гофельд (укр. Гофельд, до 2025 года — Укромное) — село, Московский сельский совет, Вольнянский район, Запорожская область, Украина.
Код КОАТУУ — 2321585006. Население по переписи 2001 года составляло 30 человек.

## Географическое положение
Село Укромное находится в 2,5 км от села Райское.

## История
- 1923 год — дата основания.